# Roadster (игра)
Roadster (яп. ロードスター Роудаста) — видеоигра в жанре автосимулятора, разработанная студией Tose и изданная компанией Tonkin House эксклюзивно для портативной игровой приставки Game Boy 19 октября 1990 года. 27 сентября 1996 года игра вошла в сборник ''Sports Collection''.
Игрок может выбрать одного из шести доступных гонщиков, каждый из которых обладает своими параметрами, а также одну из шестнадцати различных трасс. В игре есть два основных режима — «Тренировка» и «Гонка», а также возможность многопользовательского варианта для двух игроков.
Игра была выпущена только на территории Японии и никогда не издавалась в других странах. Игровая пресса в основном положительно отозвалась о Roadster. К достоинствам игры были отнесены графика и трассы, но критике подвергались управление и однообразие прохождения.

## Игровой процесс
Roadster представляет собой автосимулятор, выполненный в двухмерной графике с видом сверху.
В игре предлагается два режима: «Тренировка» (англ. Training) и «Гонка» (англ. Race). В первом режиме игрок выбирает гонщика и любую трассу, и в одиночку проезжает трек, где можно устанавливать рекорд времени. Режим «Гонка» представляет собой турнир на 5, 10, 15 или 20 гонок по выбору игрока. Здесь нужно участвовать в гонках с пятью соперниками, поочерёдно проходя трассы. В зависимости от занятого места в гонке, игрок и соперники получают определённое количество очков. Побеждает участник, набравший большее количество очков на протяжении всех гонок. Также есть возможность многопользовательской игры, благодаря соединению двух систем Game Boy с помощью специального кабеля.
Всего в игре доступно 6 гонщиков: Масси, Тоси, Токуда, Каори, Ёсукэ и Тонкин. Каждый из них различается весом и выносливостью — при столкновениях они могут выпасть из машины. У их автомобилей имеются разные показатели выносливости кузова и шин; если во время гонок врезаться в стены и машины соперников, автомобили повреждаются, поэтому следует заезжать на пит-стоп для ремонта. На выбор также доступно 16 трасс, распределённых в пять разных тем: «City», «Country», «Mountain», «Dirt» и «Gympkhana». Они могут быть как кольцевыми, так и не замкнутыми, и содержат различные особенности (например, на одних трассах есть лужи масла, на других — трамплины, и так далее).

## Разработка и выход игры
Roadster была разработана японской студией Tose, известная опытом по созданию игр для портативной приставки от Nintendo — Game Boy. Издателем выступила компания Tonkin House. Roadster сделана с уклоном в симуляцию вождения автомобиля, и имеет характерный игровой и визуальный стиль: в автосимуляторе присутствуют специальные гоночные треки со стрелками, показывающие направления движения, а сами автомобили чувствительны к столкновениям, что сказывается на их управлении.
Roadster вышла 19 октября 1990 года только на территории Японии. 27 сентября 1996 года игра была переиздана как часть сборника ''Sports Collection''.

## Оценки и мнения
Рецензент сайта Japanspel Blog под ником FredJ в целом позитивно отозвался о Roadster, оценив её в 4 балла из 5. Из достоинств игры критик в первую очередь отметил приятное графическое оформление, а также внятный дизайн трасс, в частности стрелки на дорогах, которые помогают и являются подходящими в таких гоночных играх. Геймплей также оценён по достоинству. Среди недостатков была названа нереалистичность — если соперники едут впереди, то снижают скорость, но в то же время, если игрок едет впереди, то соперники быстро его догоняют. Также критиковался контроль над машиной (сравнив его с Micro Machines) и плохая музыка (но было замечено, что игрок может её выключить перед гонкой). Обозреватель посчитал, что режим турнира быстро становится скучным. В итоге FredJ заключил: «Несмотря на скучный режим турнира, я пока не нашёл других весёлых гоночных игр на Game Boy».